# Vassen
Vassen är en sjö i Sjöbo kommun i Skåne och ingår i Kävlingeåns huvudavrinningsområde. Sjön har en area på 0,128 kvadratkilometer och ligger 49 meter över havet.

## Delavrinningsområde
Vassen ingår i det delavrinningsområde (617629-136719) som SMHI kallar för Mynnar i Vombsjön. Medelhöjden är 88 meter över havet och ytan är 42,15 kvadratkilometer. Det finns inga avrinningsområden uppströms utan avrinningsområdet är högsta punkten. Vattendraget som avvattnar avrinningsområdet har biflödesordning 2, vilket innebär att vattnet flödar genom totalt 2 vattendrag innan det når havet efter 54 kilometer. Avrinningsområdet består mestadels av skog (14 %) och jordbruk (74 %). Avrinningsområdet har 0,11 kvadratkilometer vattenytor vilket ger det en sjöprocent på 0,3 %. Bebyggelsen i området täcker en yta av 0,38 kvadratkilometer eller 1 % av avrinningsområdet.